# Reformierte Kirche Hundwil

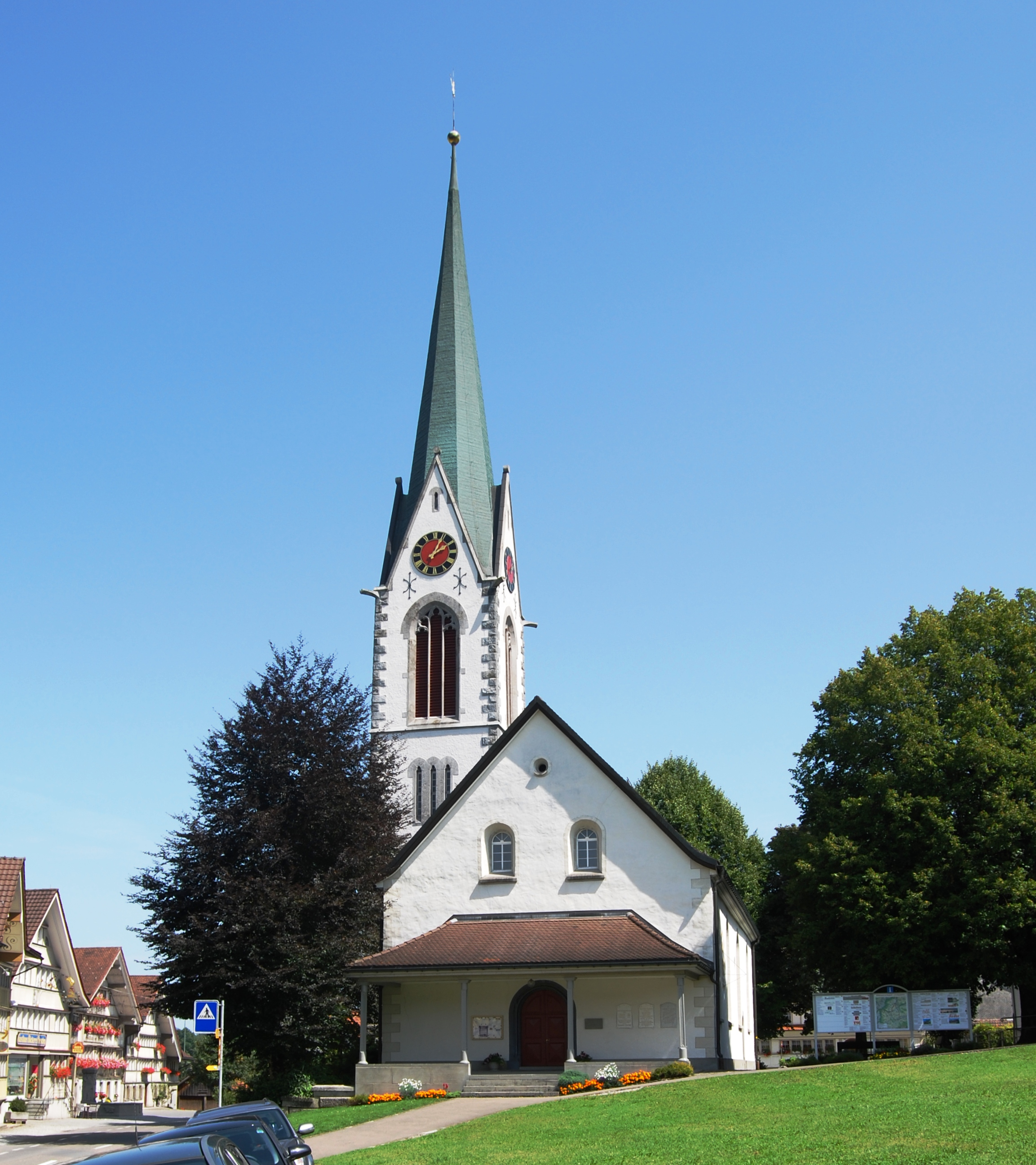
Reformierte Kirche Hundwil

Die reformierte Kirche Hundwil ist eine reformierte Landkirche in Hundwil im Kanton Appenzell Ausserrhoden, Schweiz.

## Geschichte
Die Kirche ist im Kern spätromanisch und wurde wohl im 13. Jahrhundert errichtet. Im Spätmittelalter wurde die Kirche im gotischen Stil umgestaltet und mit Masswerkfenstern sowie Fresken versehen, die heute als die ältesten (fragmentarisch) erhaltenen Malereien des Kantons gelten. Um 1750 wurde die Kirche durch Jakob und Johann Ulrich Grubenmann erneut umgestaltet. 1894 erfolgte der Neubau des Turms nach Plänen des Architekten August Hardegger. Auffallend ist das grosse neugotische Schallfenster.

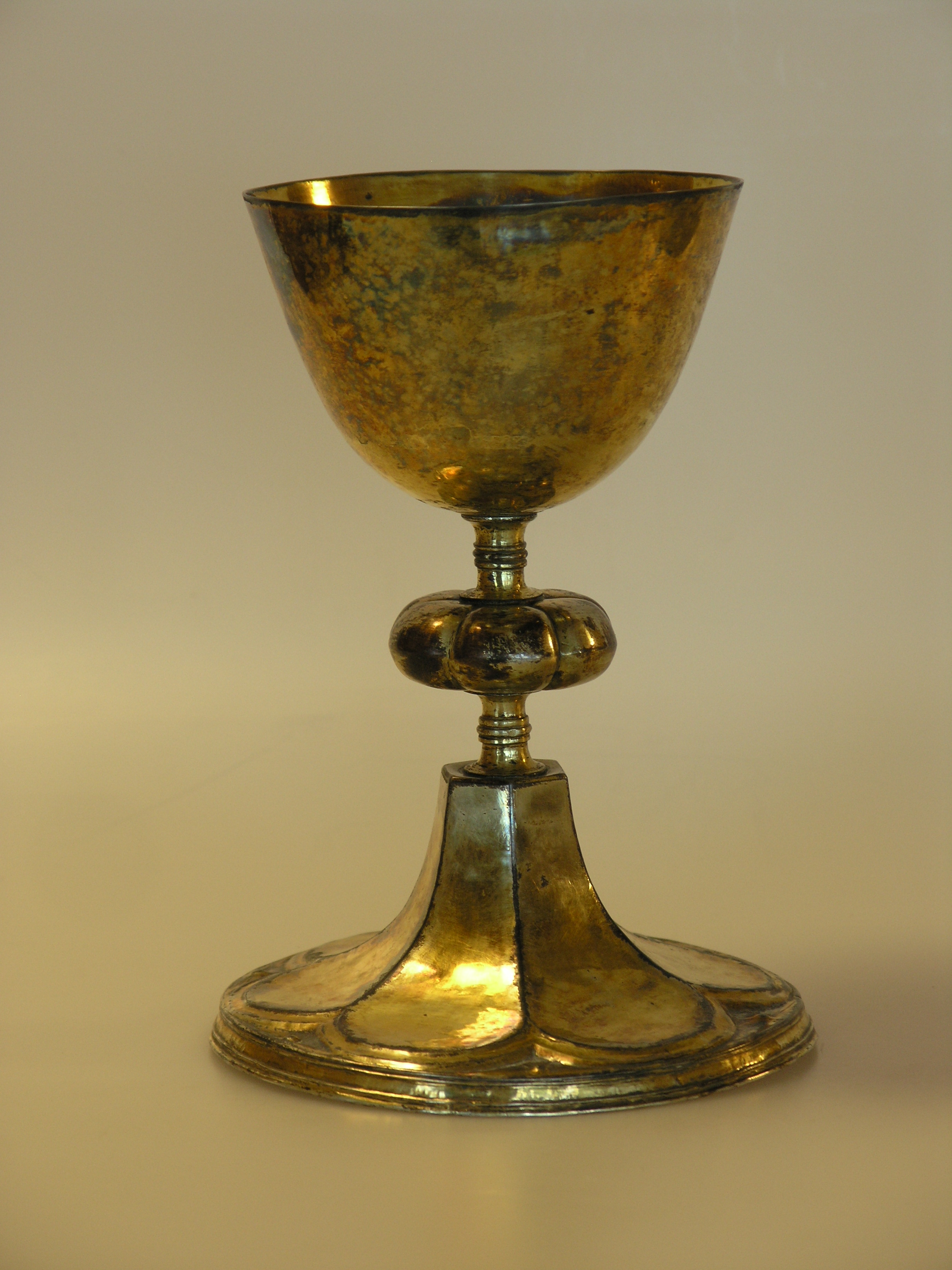
Als Abendmahlskelch verwendeter vorreformatorischer Messkelch

## Ausstattung
Im Innern der Kirche befindet sich eine ungewöhnliche Orgel-Empore über einer Art Apsis, vor der sich der Taufstein befindet. Zum Inventar gehört ein spätgotischer Messkelch, der heute als Abendmahlskelch verwendet wird.

## Umgebung
Auf der Wiese vor dem Haupteingang der Kirche fand jeweils in den ungeraden Jahren bis 1997 die Ausserrhoder Landsgemeinde statt.